# Tarek Yehia
Tarek Yehia (en árabe: طارق يحيى‎; Kafr el Sheij, Egipto, 10 de septiembre de 1961) es un exfutbolista de Egipto que jugaba en la posición de extremo.

## Carrera

### Club
| Periodo   | Club       |
| --------- | ---------- |
| 1981-1992 | Zamalek SC |
| 1992-1994 | Nejmeh SC  |

### Selección nacional
Jugó para Egipto en 17 ocasiones de 1984 a 1990, participó en los Juegos Mediterráneos de 1983, tres ediciones de la Copa Africana de Naciones y en la fallida clasificación de CAF para la Copa Mundial de Fútbol de 1986.

### Entrenador
| Periodo   | Club                 |
| --------- | -------------------- |
| 2000–2001 | El Sharkia SC        |
| 2003–2004 | Ittihad Nabarouh     |
| 2004–2005 | Tanta SC             |
| 2006–2008 | Itesalat             |
| 2008      | Al-Wahda SCC B       |
| 2008–2009 | Suez Cement SC       |
| 2009–2010 | El Entag El Harby SC |
| 2010–2012 | Misr Lel-Makkasa SC  |
| 2012–2013 | Hajer Club           |
| 2013–2014 | Misr Lel-Makkasa SC  |
| 2014      | Al-Masry SC          |
| 2015      | Ismaily SC           |
| 2015–2016 | Tala'ea El-Gaish SC  |
| 2016      | El Sharkia SC        |
| 2017      | Tala'ea El-Gaish SC  |
| 2017      | Zamalek SC           |
| 2017–2018 | Petrojet SC          |
| 2018–2019 | Smouha SC            |
| 2019      | Zamalek SC           |
| 2019–2020 | Tala'ea El-Gaish SC  |
| 2020      | Zamalek SC           |

## Logros

### Jugador
- Primera División de Egipto (3): 1983–84, 1987–88, 1991–92
- Copa de Egipto (1): 1987-88
- Copa Africana de Clubes Campeones (2): 1984, 1986
- Copa Afro-Asiática (1): 1987
- Copa Africana de Naciones (1): 1986

### Entrenador
- Liga de Campeones de la CAF (1): 2002
- Copa Confederación de la CAF (1): 2018-19
- Supercopa de Egipto (2): 2017, 2020
- Segunda División de Egipto (1): 2015-16